# Sellnerovo hradiště
Sellnerovo hradiště (též Hradiště nebo Doubravice/Nosálov) je raně středověké hradiště na rozhraní okresů Mělník a Mladá Boleslav. Nachází se na ostrožně mezi údolím Strenického potoka (Žákovým dolem) a Nosálovskou roklí v katastrálních územích Doubravice a Nosálov. Od roku 1958 je hradiště chráněno jako kulturní památka.

## Archeologický výzkum
Hradiště bylo objeveno roku 1897 učitelem a archeologem Karlem Sellnerem a název Sellnerovo hradiště mu dal Eduard Štorch. V září 1909 zveřejnil nález hradiště se dvěma příkopy Eduard Štorch v časopisu Čas, kde rovněž informoval o plánovaném průzkumu hradiště v roce 1910.
Byly zde provedeny pouze povrchové archeologické sběry a drobné sondáže. Nalezená železná sekera byla datována do raného středověku, fragmenty keramiky do období vrcholného středověku.

## Stavební podoba
Hradiště se rozkládalo na dlouhé úzké ostrožně s místy skalnatými srázy nad Strenickým potokem. Z opevnění se dochovaly dva příčné valy a příkopy. Vnější val se dochoval v délce 85 metrů, výšce až 2,1 metru a šířce devět metrů. Příkop vnějšího valu je široký až sedm metrů, hluboký až dva metry. Vnitřní val je dlouhý šestnáct metrů, široký dva metry a jeho výška dosahuje 0,4 metru. Příkop vnitřního valu je široký až čtyři metry a hluboký 1,2 metru. Opevněním vymezený prostor byl dlouhý 265 metrů a v nejširším bodě 75 metrů široký. Celková plocha hradiště měří 0,6 hektaru.

## Odraz vkultuře
V historické povídce Karla Sellnera Tajemný rytíř (1931) odehrávající se v období regentství Oty Braniborského se prostor opuštěného hradiště na ostrožně nad Strenickým potokem stává dočasným útočištěm postavy rytíře Přibka z Nabočan.

## Galerie

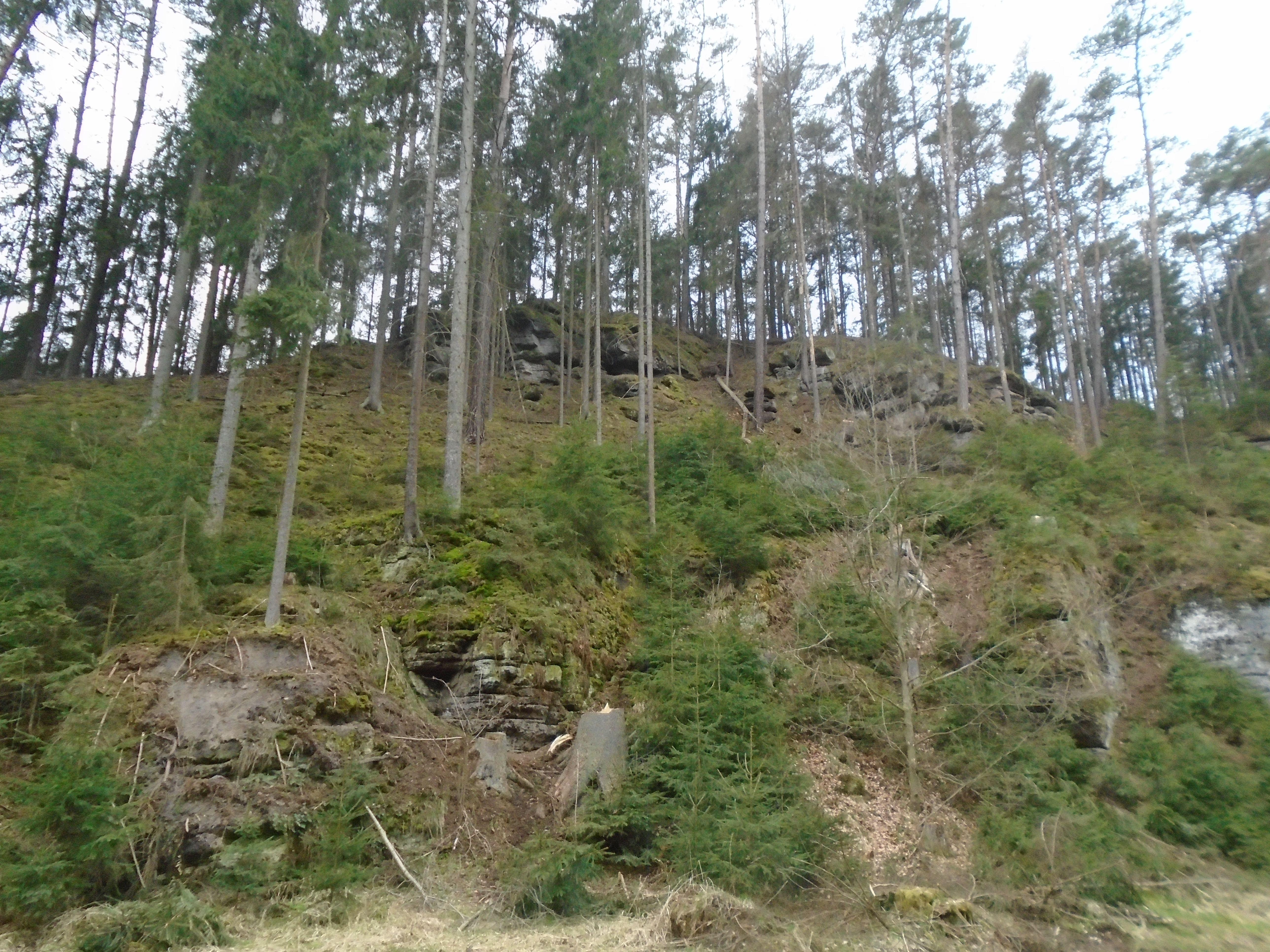
Pohled na ostrožnu hradiště z údolí Strenického potoka
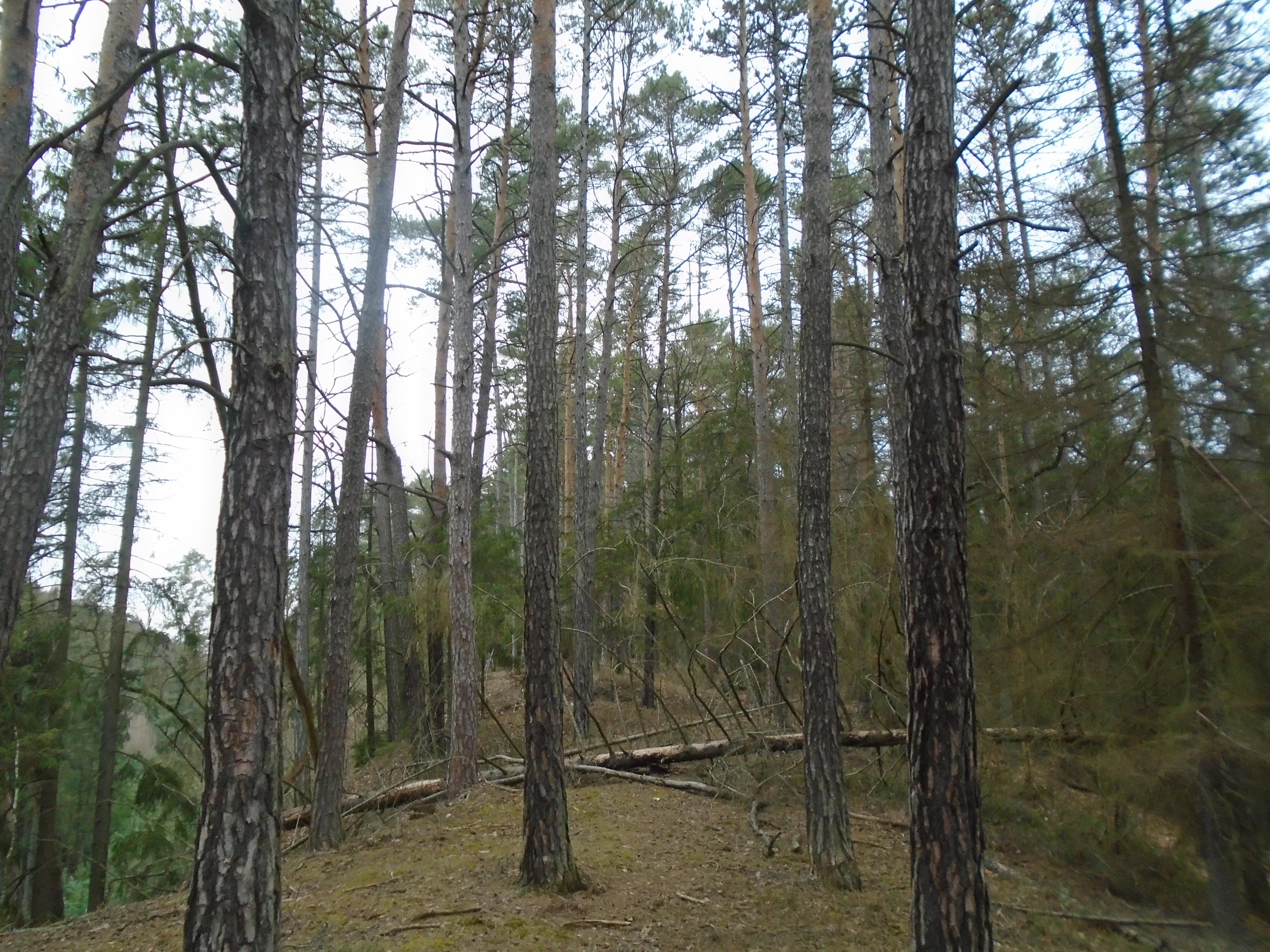
Plocha hradiště na úzké ostrožně
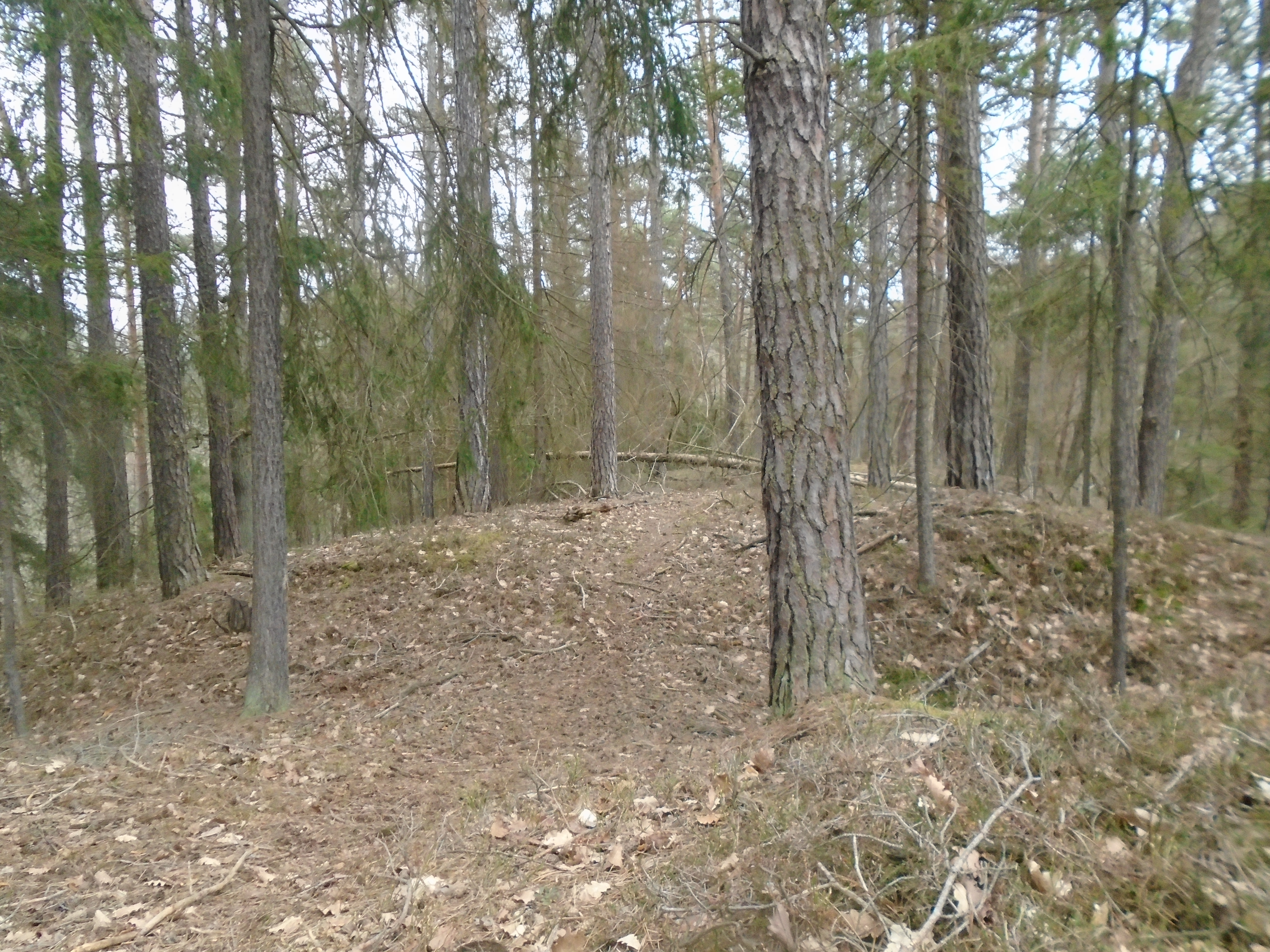
Vnitřní příkop a val
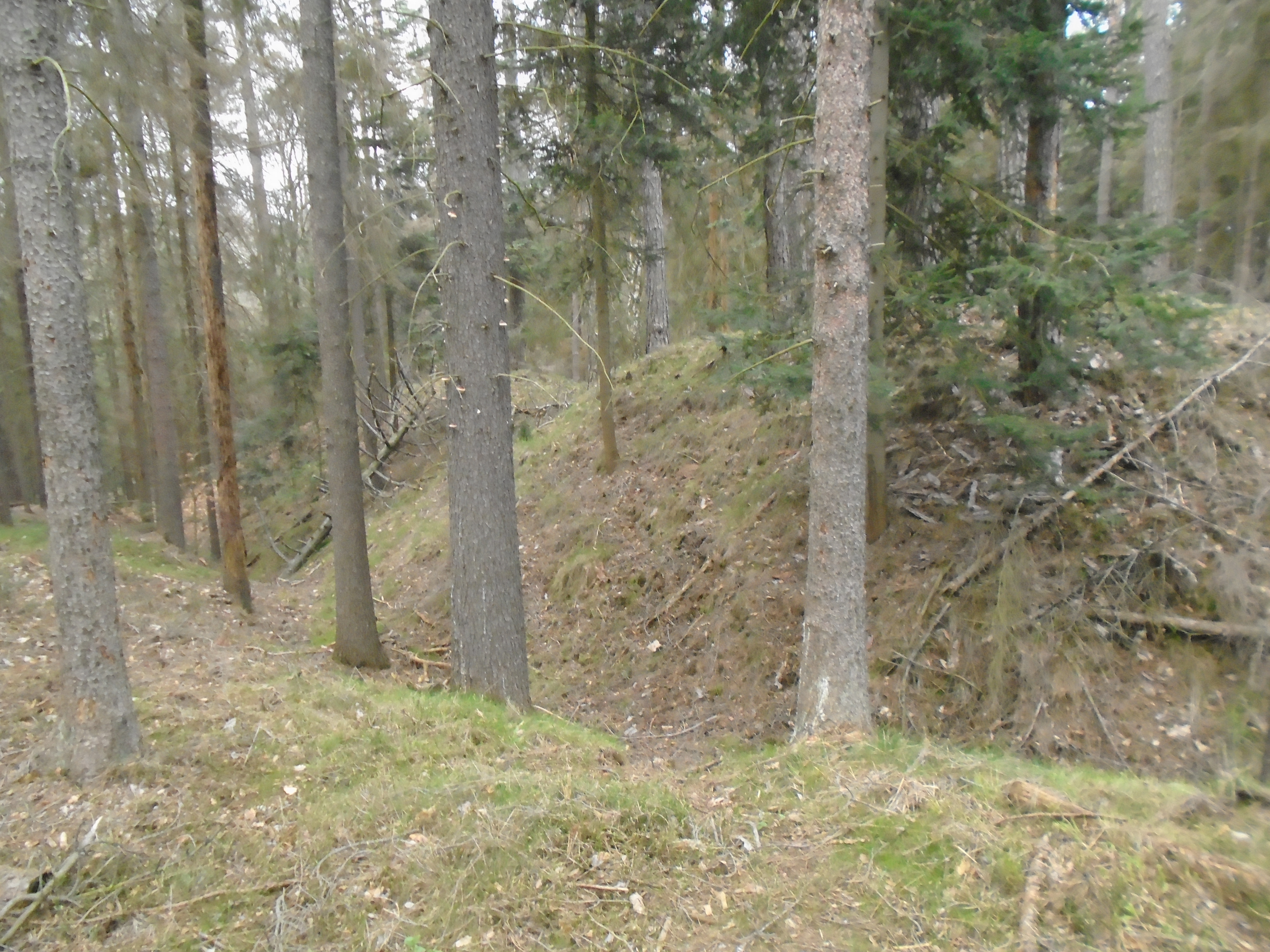
Vnější příkop a val